# Dusafalva
Dusafalva (Dușești), település Romániában, a Partiumban, Bihar megyében.

## Fekvése
A Király-erdő alatt, a Posga-patak mellett, Magyarcséke és Szombatság közt fekvő település.

## Története
Dusafalva nevét 1508-ban említette először oklevél Dwsafalwa néven. 
1692-ben Dusa Falua, 1808-ban Dusesty, 1851: Dusest, 1913-ban Dusafalva néven írták. 
1503-ban Telegdi István királyi kincstárnok kapta a falut új adományként. 
Az 1800-as évek első felében a Középesy család birtoka volt, amely innen vette előnevét is. Az 1900-as évek elején Középesy Kálmán volt a falu nagyobb birtokosa. 
1851-ben Fényes Elek írta a településről:
"Bihar vármegyében, hegyes vidéken, 2 katholikus, 5 református, 4 zsidó, 632 óhitü lakossal, anyatemplommal, urilakkal. ... Birja Középesy János."

1910-ben 757 lakosából 33 magyar, 724 román volt. Ebből 18 görögkatolikus, 20 református, 706 görögkeleti ortodox volt.
A trianoni békeszerződés előtt Bihar vármegye Magyarcsékei járásához tartozott.

## Nevezetességei
- Görögkeleti  ortodox temploma - a 18. század vége felé épült.